# 唐叔虞 (祁姓)
唐叔虞（？—？），祁姓，名虞，尧的后裔，商末周初时期唐国末期的国君。
周武王的王后邑姜怀着太叔的时候，梦见天帝对自己说：“我为你的儿子起名为虞，准备将唐国给他，属于参星，而繁衍养育他的子孙。”等到孩子生下来，有纹路在他掌心像虞字，就取名为虞。周成王灭了唐国后，就封将该地给了太叔，也就是晋国的前身。